# Little Colinet Island
Little Colinet Island is een eiland van 1,9 km² dat deel uitmaakt van de Canadese provincie Newfoundland en Labrador. Het ligt in St. Mary's Bay aan de zuidkust van Newfoundland.

## Geografie
Little Colinet Island is 2,3 km lang en heeft een maximale breedte van 1,4 km. Het eiland ligt centraal in het noordelijke deel van St. Mary's Bay, een grote baai van het zuidelijke schiereiland Avalon. Langs weerszijden ligt Little Colinet Island zo'n 3,5 km van de kust van het "vasteland" van Newfoundland. Samen met het grotere en zuidelijker gelegen Great Colinet Island vormt het de Colineteilanden. Admirals Beach is het dichtstbij gelegen dorp (4 km zuidwaarts).